# Kerberos (рід)
Kerberos — викопний рід гіанайлоурідових гієнодонтів поліфілетичної триби Hyainailourini в парафілетичній підродині Hyainailourinae, що жив в Європі. Він містить один вид Kerberos langebadreae.

## Етимологія
Назва роду Kerberos походить від Цербера, собаки Аїда, багатоголового пса, який охороняє вхід у підземний світ у грецькій міфології. Назва виду, Kerberos langebadreae, присвячена французькому палеонтологу доктору Бріжит Ланге-Бадре, яка внесла великий внесок у знання про хижих ссавців еоцену.

## Опис
Kerberos langebadreae — єдиний відомий на сьогодні вид із роду Kerberos, і це був вимерлий великотілий хижий ссавець з еоцену Франції. Він є одним із найдавніших представників підродини Hyainailourinae, які були зареєстровані в Європі.
Багато видів гієнодонтів відомі лише по фрагментах щелепи або кількох зубів. K. langebadreae є першим випадком, коли черепний, зубний і посткраніальний матеріал раннього hyainailourine був знайдений пов'язаний один з одним. Матеріал, який було віднесено до K. langebadreae, включає майже повний череп, ліву та праву половини нижньої щелепи, малогомілкову кістку та кілька кісток стопи, включаючи астрагал, п'яткову кістку, плесна 1—3 і дві середні фаланги.
K. langebadreae демонструє як примітивні, так і похідні ознаки. Серед перших — вузька спереду щелепа і невеликий простір між першим і другим нижніми премолярами. Похідні ознаки включають передщелепну кістку, яка є вузькою по всій довжині, а також кілька характеристик зубів. Череп K. langebadreae має довжину близько 35 см, за розміром подібний до черепа самки бурого ведмедя. Морда дуже коротка. Форма черепа вказує на великі м'язи щелепи, що свідчить про те, що K. langebadreae мав потужний укус. Моляри K. langebadreae були ріжучими, тоді як премоляри мають форму та структуру зношування, більш узгоджену з роздавлюючою дією.
Kerberos langebadreae був великим гієнодонтом і, як вважають, він важив близько 140 кг, виходячи з вимірювань зубів, черепа та астрагала.